# Jean de Chalon-Arlay (évêque)
Pour les articles homonymes, voir Jean de Chalon.
Jean de Chalon ou Chalon-Arlay, mort avant le 13 mai 1335, est un ecclésiastique du XIVe siècle, issu de la tige des Chalon-Arlay de la maison de Chalon.

## Biographie

### Origines
Jean de Chalon semble naître vers 1300. Il est un fils cadet de Jean Ier de Chalon † 1315, seigneur d'Arlay, et de sa première épouse, Marguerite, dame de Vitteaux et de L'Isle, fille du duc Hugues IV de Bourgogne,.
Son frère aîné, Hugues Ier († v. 1322), succède à son père comme seigneur d'Arlay, et une sœur Isabelle († v. 1352/1359), qui épouse Louis II de Savoie († 1354), seigneur de Vaud,. 

### Début de carrière
Dès l'année 1316, il semble posséder déjà plusieurs bénéfices. Il a hérité également des seigneuries de Vitteaux et de L'Isle-sur-Serein.
Jean de Chalon est diacre, avant de devenir doyen de la cathédrale Saint-Mammès de Langres, en 1324,. Il est ordonné prêtre l'année suivante.

### Épiscopat
Philippe de Valois, qui n'est pas encore roi, obtient du pape Jean XXII qu'il soit nommé évêque de Bâle, le 30 mars 1325, contre l'évêque élu par le chapitre cathédral, Hartung Münchtre. Le pape intervient afin de trouver un compromis. En 1328, il est décidé que Jean de Chalon obtienne le diocèse de Langres et conserve la commende pour Bâle.
Évêque de Langres, il porte le nom de Jean II (Johannes II, Gallia Christiana). Il prend possession de son siège au mois de décembre.
Il semble mourir avant le 13 mai 1335, selon la notice du Dictionnaire historique de la Suisse (2005). Selon le Gallia Christiana (1728), il aurait été transféré en 1336, à Bâle où il serait mort le 22 juin.

## Armes et sceaux

Armes des Chalon.

Les armes de la maison de Chalon se blasonnent ainsi de gueules à la bande or.
Les Archives départementales de la Côte-d'Or conservent un sceau épiscopal de 1331. où figure un évêque debout, entouré par deux écus, celui de droite représentant l'évêché de Langres — un sautoir accompagné de fleurs de lys —, et à gauche les armes des Chalon, — à une bande —. Ces dernières se retrouvent également aux pieds de l'évêque.